# 1923年の宝塚歌劇公演一覧
本項目では、1923年の宝塚歌劇公演一覧（1923ねんのたからづかかげきこうえんいちらん）について示す。

## 一覧
（）内は、作者または演出者名。

### 宝塚公演

#### 花組
- 1月1日 - 1月20日　公会堂劇場
  - 『親指姫』（白井鐡造）
  - 『淸水詣』（小野晴通）
  - 『開闢以來』（坪内士行）
  - 『吳服穴織』（久松一聲）
  - 『室咲』（池田畑雄）

#### 月組
- 3月20日 - 4月10日　宝塚新芸劇場（宝塚中劇場）
  - 『吉例三番叟』（阪東のしほ）
  - 『花王丸』（久松一聲）
  - 『護花鈴』（小野晴通）
  - 『琵琶記』（赤塚濱荻）
  - 『夜の潮』（坪内士行）
  - 『あこがれ』（岸田辰彌）

#### 花組
- 4月11日 - 5月10日　宝塚新芸劇場（宝塚中劇場）
  - 『すくなびこな』（坪内逍遙）
  - 『貞任の妻』（堀正旗）
  - 『アミナの死』（岸田辰彌）
  - 『龍井寺由來』（久松一聲）
  - 『蘇生』（堀正旗）

#### 月組
- 5月11日 - 6月10日　宝塚新芸劇場（宝塚中劇場）
  - 『兄さん閉口』（坪内士行）
  - 『死の勝利』（堀正旗）
  - 『東天紅』（久松一聲）
  - 『采女禮讃』（小野晴通）
  - 『權利』（岸田辰彌）

#### 花組
- 7月10日 - 8月19日　宝塚新芸劇場（宝塚中劇場）
  - 『因幡兎』（坪内逍遙）
  - 『笛爭ひ』（久松一聲）
  - 『ドーパンの首』（岸田辰彌）
  - 『川霧』（坪内士行）　
  - 『檢察官』（堀正旗）

#### 月組
- 8月20日 - 9月20日　宝塚新芸劇場（宝塚中劇場）
  - 『湖水の妖女』（白井鐡造）
  - 『淀殿』（小野晴通）
  - 『浮世』（坪内士行）
  - 『桶祝言』（久松一聲）
  - 『ガリガリ博士』（岸田辰彌）

#### 花組
- 9月25日 - 10月24日　宝塚新芸劇場（宝塚中劇場）
  - 『踊り王女』（白井鐡造）
  - 『楊貴妃』（久松一聲）
  - 『マルチンの望』（岸田辰彌）　　
  - 『松浦鏡』（小野晴通）
  - 『コスモポリタン』（ルジンスキー）

#### 月組
- 10月25日 - 11月30日　宝塚新芸劇場（宝塚中劇場）
  - 『バラの精』（白井鐡造）
  - 『琵琶島碑支』（久松一聲）
  - 『何も彼も』（坪内士行）
  - 『天狗草紙』（小野晴通）
  - 『角移し』（岡滿智子）

### 東京公演

#### 月組
- 6月27日 - 6月30日　帝国劇場
  - 『兄さん閉口』（坪内士行）
  - 『あこがれ』（岸田辰彌）
  - 『采女禮讃』（小野晴通）
  - 『東天紅』（久松一聲）
  - 『権利』（岸田辰彌）

### 宝塚・東京以外の公演

#### 花組
- 2月15日 - 2月22日　呉・広島・岡山
  - 『ゴザムの市民』（加藤邦）
  - 『出世怪童』（坪内士行）
  - 『那須の馬市』（久松一聲）
  - 『ジュリヤの結婚』（岸田辰彌）
  - 『榎の僧正』（久松一聲）

- 3月3日　大阪・中央公会堂
  - 『那須の馬市』
  - 『ゴザムの市民』
  - 『ジュリヤの結婚』
  - 『榎の僧正』

- 3月10日・11日　和歌山・弁天座

- 6月3日　京都・岡崎堂公演

- 6月13日・14日　大阪・中央公会堂

- 7月3日 - 7月5日　名古屋・御園座

- 11月10日・11日　名古屋・御園座

- 12月8日・9日　大阪・中央公会堂
  - 『マルチンの望』（岸田辰彌）
  - 『松浦焼』（小野晴通）
  - 『新室咲』（池田畑雄）
  - 『羅生門』（久松一聲）
  - 『コスモポリタン』（ルジンスキー）

- 12月23日　神戸・聚楽館